# República de Tanganica
La República de Tanganica fue un Estado ubicado en el África Oriental. Recibió su nombre  del lago Tanganica, que marca su frontera occidental. Corresponde a la zona continental de la actual Tanzania.

## Historia
Formó parte del Imperio alemán hasta la Primera Guerra Mundial, tras la cual pasó a formar parte de la Mancomunidad Británica de Naciones (la Commonwealth), de la cual conformaba su frontera occidental. La colonia del África Oriental Alemana fue adjudicada a los británicos con la firma del Tratado de Versalles tras la Primera Guerra Mundial, ya que no fue conquistada por Alemania. El nombre apareció como Territorio bajo mandato de Tanganyika tras la resolución de la Sociedad de Naciones en 1922. 

### Fideicomiso e independencia
En 1946 se convirtió en un territorio bajo fideicomiso de Naciones Unidas, también bajo control británico, y el 9 de diciembre de 1961 accedió a la independencia. La República de Tanganica se estableció el 9 de junio de 1962. En 1964, se unió con la isla de Zanzíbar para formar Tanzania, cuyo nombre proviene de la fusión de esas apelaciones (Tan-Zan).